# Zun Da Da
«Zun Da Da» es una canción interpretada por el cantante puertorriqueño Zion, conocido por formar parte del dúo de reguetón Zion & Lennox. Es el tercer sencillo de su álbum de estudio como solista, The Perfect Melody. La canción se publicó en estaciones radiofónicas el 20 de julio de 2007, y para descarga digital el 9 de abril de 2008.

## Listas
| Lista (2007)                                  | Puesto |
| --------------------------------------------- | ------ |
| EE. UU. Canciones Tropicales (Cartelera)      | 11     |
| EE. UU. Canciones de Ritmo latino (Cartelera) | 5      |